# Eletrificação ferroviária de 25 kV AC

Sistemas de eletrificação ferroviária utilizados na Europa:
Não eletrificado
Linhas de alta velocidade na França, Espanha, Itália, Holanda, Bélgica e Turquia operam abaixo de 25 kV, assim como linhas de alta potência na antiga União Soviética.

Sistemas de eletrificação ferroviária que utilizam corrente alternada (CA) de 25 kilovolts (kV) são usados em todo o mundo, especialmente em trens de alta velocidade . Geralmente é fornecido na frequência padrão da concessionária (normalmente 50 ou 60 Hz), o que simplifica as subestações de tração. O desenvolvimento da eletrificação de 25 KV CA está intimamente ligada ao uso bem-sucedido da frequência da rede elétrica.

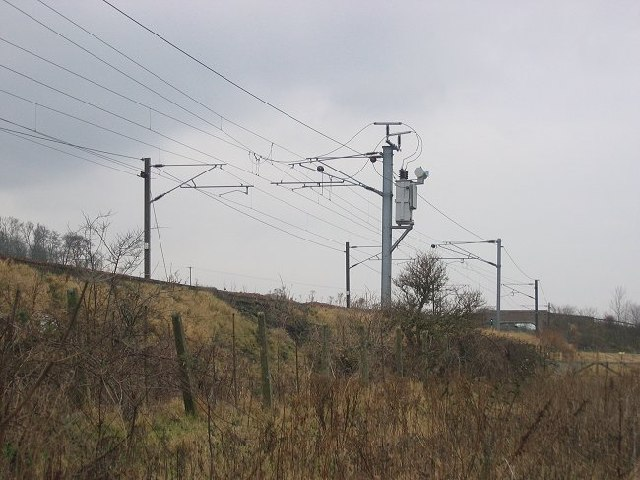
A East Coast Main Line no Reino Unido é eletrificada usando linhas aéreas de 25 kV 50 Hz

Uma das razões pelas quais ele não foi introduzido antes foi a falta de equipamentos de controle e retificação pequenos e leves adequados antes do desenvolvimento de retificadores de estado sólido e tecnologia relacionada. Outra razão foi o aumento das distâncias de folga necessárias onde ele passava por baixo de pontes e em túneis, o que exigiria grande engenharia civil para fornecer a folga aumentada para partes energizadas. Onde os medidores de carga preexistentes eram mais generosos, isso era menos problemático.
Ferrovias que usam sistemas de corrente contínua mais antigos e de menor capacidade introduziram ou estão introduzindo 25 kV CA em vez de 3 kV CC/ 1,5 kV CC para suas novas linhas de alta velocidade.
Essa eletrificação é ideal para ferrovias que percorrem longas distâncias ou transportam tráfego pesado. Após algumas experiências antes da Segunda Guerra Mundial na Hungria e na Floresta Negra na Alemanha, passou a ser amplamente utilizado na década de 1950.

## História
O primeiro uso operacional e regular bem-sucedido de um sistema de frequência da concessionária remonta a 1931, com testes realizados desde 1922. Foi desenvolvido por Kálmán Kandó na Hungria, que utilizava 16 kV CA a 50 Hz, tração assíncrona e número ajustável de pólos (do motor). A primeira linha eletrificada para teste foi Budapeste – Dunakeszi – Alag. A primeira linha totalmente eletrificada foi Budapeste – Győr – Hegyeshalom (parte da linha Budapeste – Viena). Embora a solução de Kandó mostrasse um caminho para o futuro, os operadores ferroviários fora da Hungria mostraram falta de interesse no projeto.
A primeira ferrovia a utilizar este sistema foi concluída em 1936 pela Deutsche Reichsbahn que eletrificou parte da Höllentalbahn entre Freiburg e Neustadt instalando uma linha de 20 kV sistema CA de 50 Hz. Esta parte da Alemanha esteve na zona de ocupação francesa depois de 1945. Como resultado do exame do sistema alemão em 1951, a SNCF eletrificou a linha entre Aix-les-Bains e La Roche-sur-Foron, no sul da França, inicialmente no mesmo sistema de 20 kV, mas convertido para 25 kV em 1953. O sistema de 25 kV foi então adotado como padrão na França, mas como uma quantidade substancial de quilômetros ao sul de Paris já havia sido eletrificada a 1,5 kV CC, a SNCF também deu continuidade a alguns novos projetos importantes de eletrificação CC, até que locomotivas de dupla tensão foram desenvolvidas na década de 1960.
A principal razão pela qual a eletrificação usando a frequência da rede elétrica não havia sido amplamente adotada antes foi a falta de confiabilidade dos retificadores de arco de Mercúrio que pudessem caber no trem. Isto, por sua vez, estava relacionado à necessidade de utilização de motores da série DC, que exigiam que a corrente fosse convertida de CA para CC e para isso é necessário um retificador. Até o início da década de 1950, os retificadores de arco de mercúrio eram difíceis de operar mesmo em condições ideais e, portanto, inadequados para uso em locomotivas ferroviárias.
Foi possível usar motores de Corrente Alternada (e algumas ferrovias o fizeram, com sucesso variável), mas eles tiveram características abaixo do ideal para fins de tração. Isso ocorre porque o controle da velocidade é difícil sem variar a frequência e a dependência da tensão para controlar a velocidade fornece um torque que não é ideal em qualquer velocidade. É por isso que os motores da série Corrente Contínua eram a escolha mais comum para fins de tração até a década de 1990, pois podem ser controlados por tensão e possuem uma característica de torque versus velocidade quase ideal.
Na década de 1990, os trens de alta velocidade começaram a usar motores de indução trifásicos mais leves e de menor manutenção. O N700 Shinkansen usa um conversor de três níveis para converter 25 kV CA monofásico em 1,520 V CA (via transformador) em 3 kV CC (via retificador controlado por fase com tiristor) em um máximo 2,300 V CA trifásico (através de um tensão variável, inversor de frequência variável usando IGBTs com modulação por largura de pulso ) para acionar os motores. O sistema funciona em sentido inverso para frenagem regenerativa.
A escolha de 25 kV foi relacionada à eficiência da transmissão de energia em função da tensão e do custo, e não com base em uma relação clara e organizada da tensão de alimentação. Para um determinado nível de potência, uma tensão mais alta permite uma corrente mais baixa e geralmente melhor eficiência com maior custo para equipamentos de alta tensão. Verificou-se que 25 kV era um ponto ideal, onde uma tensão mais elevada ainda melhoraria a eficiência, mas não de forma significativa em relação aos custos mais elevados incorridos pela necessidade de isoladores maiores e maior afastamento das estruturas.
Para evitar curtos-circuitos, a alta tensão deve ser protegida da umidade. Eventos climáticos, como “ The wrong type of snow ”, causaram falhas no passado. Um exemplo de causas atmosféricas ocorreu em dezembro de 2009, quando quatro trens Eurostar quebraram dentro do Túnel da Mancha.

## Distribuição
A energia elétrica para eletrificação 25 kV CA geralmente é obtida diretamente do sistema de transmissão trifásico. Na subestação de transmissão, um transformador abaixador é conectado em duas das três fases da alimentação de alta tensão e reduz a tensão para 25 kV. Este é então alimentado, às vezes a vários quilômetros de distância, até uma estação ferroviária localizada ao lado dos trilhos. Aparelhos de manobra em estações alimentadoras e em cabines de seccionamento de via localizadas a meio caminho entre as estações alimentadoras, fornecem comutação para alimentar a linha aérea de estações alimentadoras adjacentes se uma estação alimentadora perder o fornecimento da rede.
Como são utilizadas apenas duas fases da alimentação de alta tensão, o desequilíbrio de fase é corrigido conectando cada estação alimentadora a uma combinação diferente de fases. Para evitar que o pantógrafo do trem faça a ponte entre duas estações alimentadoras que podem estar defasadas entre si, são fornecidas seções neutras nas estações alimentadoras e nas cabines de seccionamento da via. Compensador VAR estático (SVCs) são usados para balanceamento de carga e controle de tensão.
Em alguns casos, linhas de energia CA monofásicas dedicadas foram construídas para subestações com transformadores CA monofásicos. Tais linhas foram construídas para abastecer o TGV francês.

## Estandardização
A eletrificação ferroviária usando 25 kV 50 Hz CA tornou-se um padrão internacional. Existem dois padrões principais que definem as tensões do sistema:
- PT 50163:2004+A1:2007 – "Aplicações ferroviárias. Tensões de alimentação de sistemas de tração"[6]
- CEI 60850 – "Aplicações Ferroviárias. Tensões de alimentação de sistemas de tração"[7]

A faixa permitida de tensões permitidas é a indicada nas normas acima e leva em consideração o número de trens que consomem corrente e sua distância da subestação.
| Sistema de eletrificação | Tensão              | Tensão          | Tensão  | Tensão          | Tensão              |
| Sistema de eletrificação | Mín. não permanente | Min. permanente | Nominal | Máx. permanente | Máx. não permanente |
| ------------------------ | ------------------- | --------------- | ------- | --------------- | ------------------- |
| 25 kV 50 Hz              | 17.5 kV             | 19 kV           | 25 kV   | 27.5 kV         | 29 kV               |

Este sistema faz agora parte das normas de interoperabilidade ferroviária transeuropeia da União Europeia (1996/48/CE "Interoperabilidade do sistema ferroviário transeuropeu de alta velocidade" e 2001/16/CE "Interoperabilidade do sistema ferroviário transeuropeu convencional ").

## Variações
Sistemas baseados nesta norma, mas com algumas variações, têm sido utilizados.

### 25 kV CA a 60 Hz
Em países onde 60 Hz é a frequência normal da rede elétrica, 25 kV a 60 Hz são utilizados para a eletrificação ferroviária.
- No Canadá, na linha Deux-Montagnes da Agência Metropolitana de Transporte de Montreal .
- No Japão, nas linhas Tokaido, Sanyo e Kyushu Shinkansen (usando bitola padrão 1.435 mm).
- Na Coreia do Sul, na rede Korail .
- Em Taiwan, na linha ferroviária de alta velocidade de Taiwan (usando bitola padrão 1.435 mm) e nas linhas eletrificadas da Administração Ferroviária de Taiwan (usando bitola padrão 1.067 mm).
- Nos Estados Unidos, em porções eletrificadas mais novas do Corredor Nordeste (ou seja, o segmento New Haven-Boston), linhas intermunicipais de passageiros, linhas de passageiros da New Jersey Transit , Denver RTD Commuter Rail e linhas curtas isoladas selecionadas. Na área da Baía de São Francisco , a linha de alta velocidade da Califórnia está atualmente passando por um projeto de eletrificação , a ser concluído em meados da década de 2020.

### 12,5 kV CA a 60 Hz
No Japão, isso é usado nas linhas ferroviárias existentes na região de Tohoku, região de Hokuriku, Hokkaido e Kyushu, das quais Hokuriku e Kyushu estão em 60 Hz.
Algumas linhas nos Estados Unidos foram eletrificadas em 12.5 kV 60 Hz ou convertidas de 11 kV 25 Hz para 12.5 kV 60 Hz . O uso de 60 Hz permite a alimentação direta dos 60 A rede elétrica Hz ainda não exige maior folga dos fios para 25 kV 60 Hz ou requer capacidade de dupla tensão para trens que também operam em linhas 11 kV 25 Hz. Exemplos são:
- Linha New Haven da Metro-North Railroad de Pelham, NY a New Haven, CT (desde 1985; anteriormente 11 kV 25 Hz).

### 12 kV a 25 Hz
- Linha da costa norte de Jersey da New Jersey Transit de Matawan, NJ a Long Branch, NJ (1988–2002; alterado para 25 kV 60 Hz).
- Amtrak
- SEPTA – Ambos os lados da ex- Reading Rail e da ex- Pensilvânia Rail .

### 6,25 kV CA
A eletrificação ferroviária inicial de 50 Hz CA no Reino Unido foi planejada para usar seções de 6.25 kV CA onde havia espaço livre limitado sob pontes e túneis. O material circulante era de dupla tensão com comutação automática entre 25 kV e 6.25 kV. As seções 6.25 kV foram convertidas para 25 kV AC como resultado de um trabalho de pesquisa que demonstrou que a distância entre equipamentos energizados e aterrados poderia ser reduzida em relação àquela inicialmente considerada necessária.
A pesquisa foi feita usando uma máquina a vapor sob uma ponte em Crewe. Um trecho da linha aérea de 25 kV foi gradualmente aproximado da estrutura metálica aterrada da ponte enquanto era submetido ao vapor da chaminé da locomotiva. A distância na qual ocorreu um flashover foi medida e esta foi usada como base a partir da qual foram derivadas novas folgas entre equipamentos aéreos e estruturas. 

### 50 kV CA
Ocasionalmente, 25 kV é duplicado para 50 kV para obter maior potência e aumentar a distância entre as subestações. Essas linhas são geralmente isoladas de outras linhas para evitar complicações de interconexão. Exemplos são:
- Ferrovia de minério de ferro Sishen–Saldanha ( 50 Hz ).
- A Deseret Power Railway, que era uma ferrovia de carvão isolada ( 60 Hz ).[8]
- A agora fechada Black Mesa and Lake Powell Railroad, que também era uma ferrovia de carvão isolada ( 60 Hz ).
- A agora fechada subdivisão Tumbler Ridge da BC Rail ( 60 Hz ).[9]

### Sistema de autotransformador 2 × 25 kV

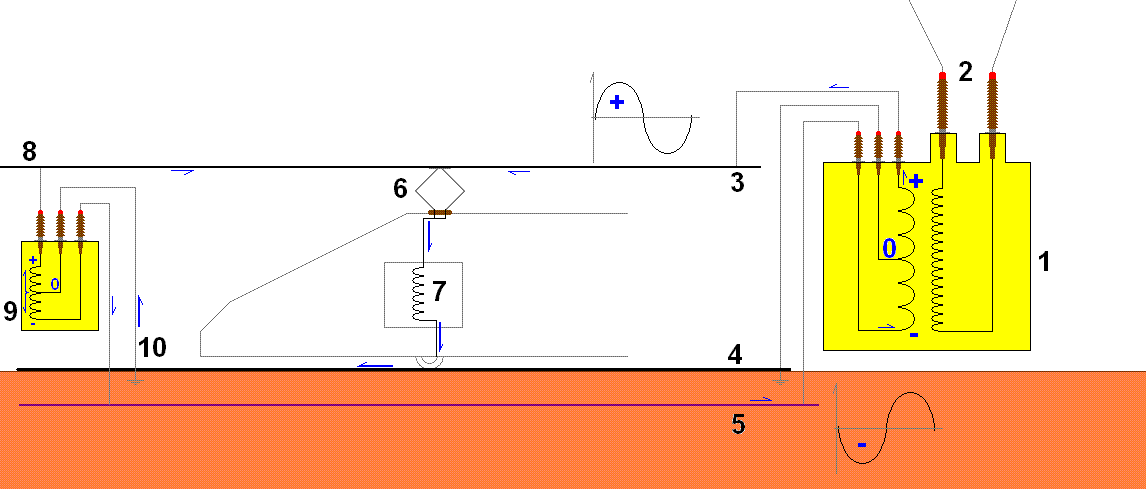
1. Transformador de alimentação 2. Fonte de alimentação 3. Linha aérea 4. Trilho de corrida 5. Linha de alimentação 6. Pantógrafo 7. Transformador de locomotiva 8. Linha aérea 9. Autotransformador 10. Trilho de corrida

O sistema de autotransformador 2×25 kV é um sistema de energia elétrica de fase dividida que fornece 25 potência kV para os trens, mas transmite potência a 50 kV para reduzir perdas de energia. Não deve ser confundido com os 50 sistema kV. Neste sistema, a corrente é transportada principalmente entre a linha aérea e uma linha de transmissão alimentadora, em vez do trilho. A linha aérea (3) e o alimentador (5) estão em fases opostas, então a tensão entre eles é de 50 kV, enquanto a tensão entre a linha aérea (3) e os trilhos (4) permanece em 25 kV. Os autotransformadores periódicos (9) desviam a corrente de retorno do trilho neutro, aumentam-na e enviam-na ao longo da linha alimentadora. Este sistema foi inicialmente implantado, em 1981, na então nova linha ferroviária de alta velocidade Paris-Lyon da França, e passou a ser usado pelas ferrovias da Nova Zelândia em 1988, ferrovias Indianas, ferrovias Russas, ferrovias italianas de alta velocidade, UK High Speed 1, a maior parte da West Coast Main Line e Crossrail, com algumas partes de linhas mais antigas sendo gradualmente convertidas, Linhas francesas (linhas LGV e algumas outras linhas ), a maioria das linhas ferroviárias espanholas de alta velocidade, Amtrak e algumas das linhas finlandesas e húngaras.

### Tensão reforçada
Para as tentativas de recordes mundiais de velocidade do TGV na França, a tensão foi temporariamente aumentada, para 29,5 kV e 31 kV em momentos diferentes.

### 25 kV em linhas de bitola larga
- Na Argentina, na Linha Roca (utilizando 1 676 mm (5 ft 6 in) medidor).
- Na Austrália :
  - Adelaide : parte da rede suburbana ( 50 Hz ).
- Comunidade de Estados Independentes : partes da rede ( 50 Hz ).
- Na Finlândia : veja transporte ferroviário na Finlândia ( 50 Hz ).
- Na Índia : veja transporte ferroviário na Índia e Organização Central para Eletrificação Ferroviária ( 50 Hz ).
- Em Espanha : o Eixo Atlântico e o HSL Madrid-Galiza entre Ourense e Santiago ( 50 Hz ).
- Em Portugal : ver lista de linhas ferroviárias de Portugal ( 50 Hz ).

### 25 kV em linhas de bitola estreita
- Na Austrália:
  - Perth : toda a rede suburbana, veja ferrovias em Perth ( 50 Hz ).
  - Queensland : veja eletrificação ferroviária em Queensland ( 50 Hz ).
- Na Malásia : veja transporte ferroviário na Malásia ( 50 Hz ).
- Na Nova Zelândia : veja North Island Main Trunk e eletrificação ferroviária de Auckland ( 50 Hz ).
- Na África do Sul : veja transporte ferroviário na África do Sul (25 e 50 kV 50 Hz ).
- Em Taiwan : veja transporte ferroviário em Taiwan ( 60 Hz ).
- Na Tailândia : veja linha SRT Dark Red e linha SRT Light Red ( 50 Hz ).
- Na Tunísia : veja transporte ferroviário na Tunísia ( 50 Hz ).

### Outras tensões na eletrificação de 50 Hz
- Na França, bonde Mont Blanc e Chemin de fer du Montenvers : 11 kV
- Na Alemanha, Hambachbahn e Nord-Süd-Bahn : 6.6 kV

## Locomotivas e trens multi-sistema
Trens que podem operar em mais de uma tensão, digamos 3 kV/25 kV, são tecnologias estabelecidas. Algumas locomotivas na Europa são capazes de usar quatro padrões de tensão diferentes.